# Cantone dei cavalieri del Kraichgau

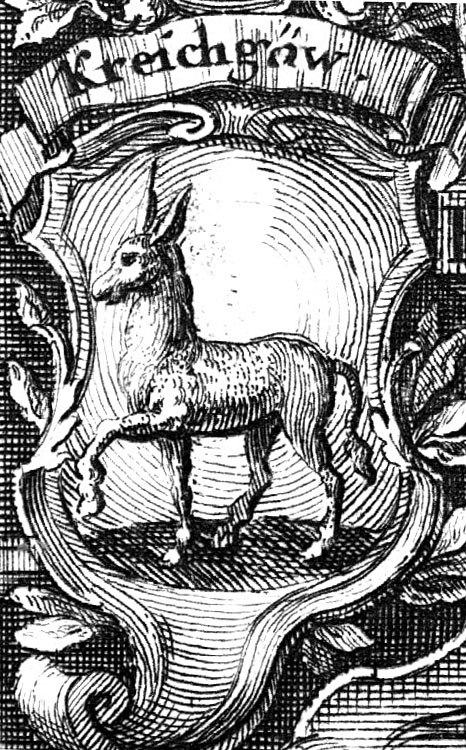
Stemma del cantone dei cavalieri del Kraichgau nel Codex diplomaticus equestris cum continuatione del 1721

Il cantone dei cavalieri del Kraichgau (tedesco: Ritterkanton Kraichgau) fu un circolo di cavalieri del Sacro Romano Impero appartenente al Circolo dei cavalieri della Svevia.

## Confini
L'area del cantone del Kraichgau si estendeva nella regione dell'altipiano del Kraichgau in Svevia, in Germania.

## Storia
Il cantone dei cavalieri del Kraichgau venne creato nel XVI secolo in Germania, in Svevia. Esso aveva sede nella città di Wimpfen e dal 1620 a Heilbronn, dove fu aperta la nuova Ritterhaus.
Ben prima della sua istituzione come cantone di cavalieri imperiali, esisteva già dal XIV secolo o forse prima un organismo per la tutela dei diritti dei cavalieri imperiali nell'area dell'altipiano del Kraichgau, la quale aveva attirato sin dalla sua istituzione l'attenzione del Palatinato, i cui principi elettori seppero legare a sé il gruppo di cavalieri per i successivi 180 anni con una serie di privilegi e concessioni. Questa sottomissione all'elettorato palatino evitò a questo gruppo di cavalieri ulteriori rivendicazioni da parte di altri sovrani, avendo raggiunto un accordo di status quo con la principale entità statale adiacente ai loro territori di pertinenza. Un periodo di crisi per questi accordi si verificò sotto il regno di Filippo del Palatinato, momento storico che spinse molte famiglie cavalleresche a spingersi verso la corte episcopale di Spira o Magonza, dove i cavalieri di questa circoscrizione ebbero notevole influenza.
Il 1º febbraio 1490, sette delle ultime dodici famiglie rimaste delle antiche istituzioni andarono a costituire la Fratellanza della nobiltà di Kraichgau. L'imperatore Federico III istituì la Lega sveva nel 1488 ed era intenzionato ad includervi anche il cantone dei cavalieri di Kraichgau, tuttavia, poiché anche il Palatinato considerava il Kraichgau come area di proprio interesse, i cavalieri imperiali locali rimasero indipendenti, di fede protestante e pur sempre collegati all'impero.
Fino al 1542, i cavalieri del cantone di Kraichgau furono anche in grado di evitare la tassazione imperiale in virtù della fedeltà da loro dimostrata. Da quell'anno, ad ogni modo, l'imperatore Carlo V decise di tassare egualmente anche questa parte dell'aristocrazia sveva per sostenere le spese dell'impero nella guerra contro gli Ottomani; per tutta risposta i cavalieri decisero di costituire una nuova rappresentanza della loro classe sociale, il cantone dei cavalieri del Kraichgau. Malgrado le iniziali opposizioni, ad ogni modo, i cavalieri del cantone finirono poco dopo con l'approvare il pagamento della "tassa turca" su suggerimento dell'elettore Federico II del Palatinato, riconfermando contestualmente la propria fede protestante nel 1544 che perdurò strenuamente sino alla sconfitta della Lega di Smalcalda nel 1547, evento dopo il quale vi fu un parziale riavvicinamento dei cavalieri locali all'imperatore.
L'ultimo capitano dei cavalieri del cantone fu Ernst von Gemmingen-Hornberg, il quale venne eletto a tale carica nel 1795 e la mantenne sino alla fine dell'istituzione. Il circolo venne chiuso col crollo del Sacro Romano Impero, la mediatizzazione degli stati principeschi e la soppressione infine dei circoli cavallereschi il 16 agosto 1806.
Oggi dell'antica istituzione è rimasta una fondazione composta dai membri di alcune delle antiche famiglie di cavalieri imperiali dell'area che gestisce il monastero di Kraichgau e ne sostiene le opere di carità.

## Famiglie dei cavalieri imperiali del cantone di Kraichgau
- Baroni von Gemmingen
- Baroni von Killinger (Eschenau)
- Baroni von Massenbach (Massenbach)
- Baroni von Neipperg
- Baroni Göler von Ravensburg (Burg Ravensburg bei Sulzfeld)
- Freiherren von Zandt zu Mönchzell